# Kepler-82
Kepler-82 è una nana gialla nella sequenza principale, di magnitudine 15,1 e situata nella costellazione del cigno. Dista circa 3000 anni luce dalla Terra.
In orbita attorno alla stella è stata rilevata la presenza di cinque pianeti.

## Sistema planetario
Nel 2013 è stata rilevata la presenza dei primi due pianeti, di dimensioni da 1,5 a 4 volte la Terra, seguiti da altri due l'anno successivo, con un'orbita più interna, e, nel 2019, il quinto, più esterno.

Sotto, un prospetto del sistema di Kepler-82.
| Pianeta | Massa               | Raggio             | Periodo orb.  | Sem. maggiore | Eccentricità | Incl. orbita | Scoperta |
| ------- | ------------------- | ------------------ | ------------- | ------------- | ------------ | ------------ | -------- |
| d       |                     | 1,77±0,27 R⊕       | 2,383 giorni  | 0,034 UA      |              |              | 2014     |
| e       |                     | 2,47±0,37 R⊕       | 5,902 giorni  | 0,063 UA      |              |              | 2014     |
| b       | 12,15+0,96 −0,87 M⊕ | 4,07+0,24 −0,10 R⊕ | 26,44 giorni  | 0,1683 UA     | 0,0033       | 89,052°      | 2013     |
| c       | 13,9+1,3 −1,2       | 1,47±0,15 R⊕       | 51,54 giorni  | 0,2626 UA     | 0,007        | 90,15°       | 2013     |
| f       | 20,9,± 1,0          | 2,35±0,22 R⊕       | 75,732 giorni | 0,3395 UA     | 0,0014       | 86,3°        | 2019     |